# Commerce du riz

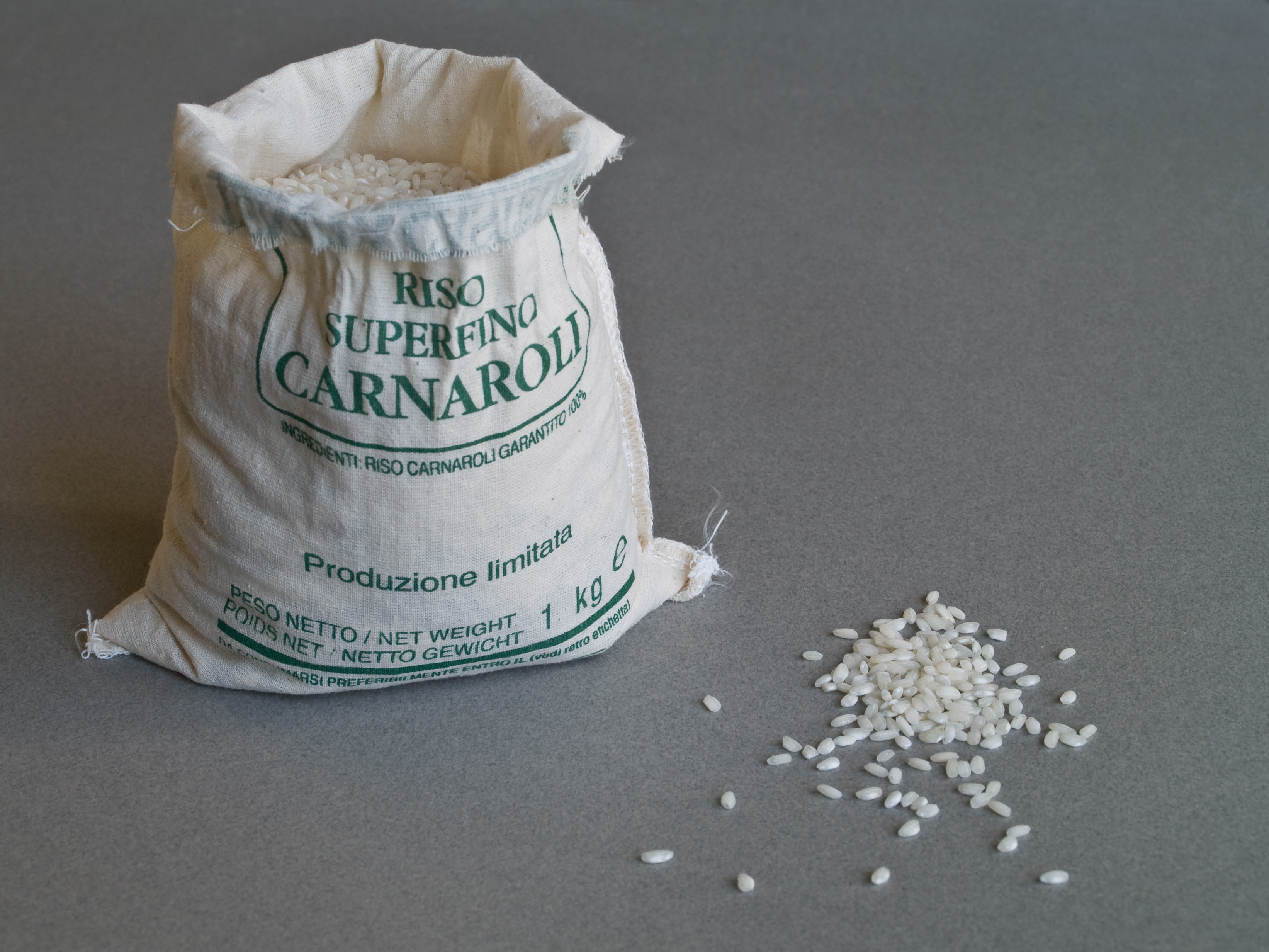
Sac de riz Carnaroli, variété italienne de riz.

Le commerce du riz désigne le processus de commercialisation du riz.

## Le commerce européen

### Le négoce du riz en Italie

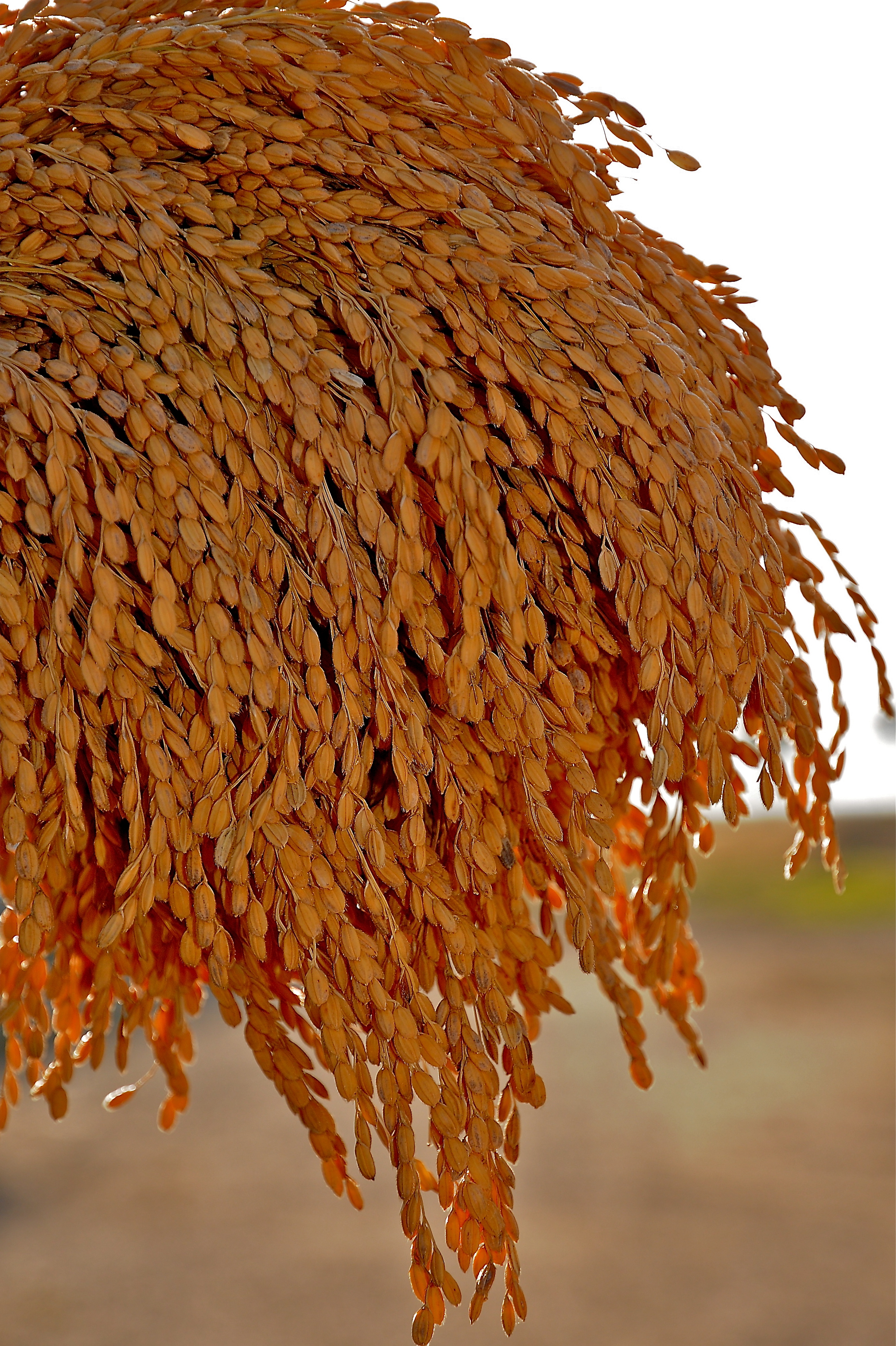
Variété de riz Maratelli- le plus ancien d'Italie

-